# محمود فاخوري
محمود فاخوري (1352- 1437هـ / 1933- 2016 م) عالم لغوي ومحقق سوري، وأستاذ جامعي، من أعلام مدينة حلب.

## ولادته ونشأته
ولد في محافظة حماة في 21 جمادى الأولى 1352هـ الموافق 11 سبتمبر (أيلول) 1933م. أمضى طفولته في حلب، وأقام فيها حتَّى وفاته. نال شهادة التعليم الأساسي الابتدائي (السرتفيكا)عام 1945. تقدَّم إلى مسابقة المعهد العالي للمعلمين ونال إجازته عام 1958م. وحصل على شهادة دبلوم التربية عام 1959م. ثم نال شهادة الماجستير في الأدب العربي من جامعة حلب بتقدير ممتاز، عام 1975م.

## عمله ووظائفه
دخل سِلك التعليم الابتدائي مبكرًا، فعمل مدرِّسًا في دائرة المعارف (مديرية التربية حاليًّا) في محافظات حلب وحماة والحسكة. وفي عام 1974 نُقل إلى كلية الآداب في جامعة حلب ليُدرِّس مادتي المكتبة العربية والعَروض. 
وشارك في تأليف عدد من الكتب المدرسية السورية، لمختلِف المراحل. وشغل منصب أمين سر اتحاد الكتاب العرب بحلب خمس سنوات حتى عام 2001م. ورأس نادي التمثيل العربي للآداب والفنون بحلب من 1990 إلى 2016م.

## تكريمه
- كرَّمته وِزارة الثقافة السورية في العيد الثامن لتكريم المُبدعين عام 1990م.
- كرَّمته جامعة حلب تقديرًا لعطائه العلمي، وإثراء مكتبة الجامعة بمناهل الأدب والعلوم عام 2001م.
- كرَّمه المعهد العربي للموسيقا بحلب عام 2001م.
- كرَّمه نادي عشتار الثقافي بحلب ضمن فعاليات احتفالية حلب عاصمة الثقافة الإسلامية عام 2006م.

## من أقواله
اهتمَّ بالثقافة العربية اهتمامًا جمًّا، وفيها كتب:
| محمود فاخوري | إنَّ الثقافة العربية تُواجهُ مُشكلاتٍ مُختلفةٍ وثغراتٍ مَكشوفةٍ أو غير مكشوفةٍ، منها فقدانُ العمق وعدم الشمول، والاقتصار على جوانب وموضوعات محدودة أو محلية، وعدم الاهتمام بالآداب الغربية ومذاهبها ومدارسها النقدية، صحيحٌ أنَّ هناك كتباً تترجم وتنشر ولكنها لا تكفي أولاً، ثم إن الترجمة نفسها لا ترقى إلى المستوى المطلوب ثانياً، إذ أنَّ كثيراً من المثقفين لا يحسنون اللغة الأجنبية التي يترجمون عنها، أو اللغة العربية التي يترجمون إليها، ومن البديهي أن المترجم ينبغي أن يتقن اللغتين معاً: اللغة الأجنبية واللغة العربية حتى يكون عمله متقناً كما نجد في ترجمة "أحمد حسن الزيات" و"محمد بدران" و"منير البعلبكي" وغيرهم، وكلما قرأت كتاباً مترجماً حاولت أن أستوعب مضمونه فأرى أنَّ المترجم يسيرُ في عملهِ واضعاً المعجم أمامه كلمةً كلمة، فتشعر بغموض عبارته وضعفها، والترجمة الجيدة أنْ يقرأ المترجم العبارة كاملة ويعبِّرُ عن مضمونها بشكلٍ مترابطٍ لا تفكُكَ فيهِِ ولا انقطاع. | محمود فاخوري |

ويتابع قوله:
| محمود فاخوري | إنَّ الكتابة في نظري ليست رسالة إنسانية فحسب، وإنما هي أيضاً رسالة اجتماعية وثقافية وفكرية ووطنية وقومية كل ذلك يندمج بعض في بعض ليكون للحياة معنى، ويؤدي المثقف فيها دوره على الوجه الأكمل تلك هي رسالتي في الحياة أعمل من أجلها وفي سبيلها. | محمود فاخوري |

## كتبه
له مشاركات في إعداد بعض الكتب المدرسية في سورية وخارجها، وأعمال أُخرى كانت في قيد النشر قبل وفاته، وله أيضاً ثلاثة وثلاثين كتاباً مطبوعاً منذ عام 1963 وحتى اليوم ما بين تأليف وتحقيق، من أهمها:
1. المعين في الأدب العربي الحديث. حلب: 1963م.
2. المعين في النحو والصرف. حلب: 1963م.
3. المعين في الدراسة الأدبية. حلب: 1964م.
4. المنهل من علوم العربية. بيروت: 1968م.
5. الموسيقي الأعمى. دمشق: 1969م.
6. سفينة الشعراء في علم العروض وعلم القوافي والأوزان المحدثة. حلب: 1970م.
7. صفوة الصفوة للكاتب ابن الجوزي. القاهرة: 1973م.
8. مسلم بن الحجاج القشيري. بيروت: 1979م.
9. دروس في اللغة العربية. حلب:1979م.
10. الأغراض الشعرية عند الأخطل. حلب: 1979م.
11. مُنتخبات من نصوص قديمة. حلب:1981م.
12. موسيقى الشعر العربي. حلب:1981م.
13. في الأدب العثماني. حلب:1981م.
14. سيرة ابن سينا. حلب:1982م.
15. أبو محجن الثقفي. حياته وشعره. حلب:1982م.
16. دروس ونصوص في اللغة العربية وآدابها. حلب:1982م.
17. مصادر التراث والبحث في المكتبة العربية. حلب:1989م.
18. مهاجر في زمن الورد.
19. خواطر مرحة.
20. المغرب (معجم لغوي) للمطرزي- حلب: 1979.
21. نهر الذهب في تاريخ حلب بالاشتراك مع الأديب كامل الغزي. (تحقيق وتعليق). حلب: 1991م.
22. خريدة العجائب وفريدة الغرائب للكاتب ابن الجوزي. بيروت: 1992.
23. الرقة دُرَّةُ الفُرات (بالاشتراك). دمشق: 1992م.
24. صلوات الثناء على سيد الأنبياء. للأديب يوسف النبهاني. (تحقيق وتعليق). حلب: 1992م.
25. مُفرِّج الكروُب ومُفرِّج القلوب. للأديب يوسف النبهاني. (تحقيق وتعليق). حلب: 1992م.
26. الفضائل المحمَّديَّة. للأديب يوسف النبهاني. (تحقيق وتعليق). حلب: 1994م
27. روض الأخيار، للأديب: لسان الدين بن الخطيب. دار القلم العربي. بيروت 2000.
28. موسوعة وحدات القياس العربية والإسلامية وما يعادلها بالمقادير الحديثة: الأطوال، المساحات، الأوزان، المكاييل، بالمشاركة مع صلاح الدين خوام، لبنان ناشرون، 2002.[4]

## وفاته
توفي محمود فاخوري في حلب، يوم الأربعاء 17 رمضان 1437هـ الموافق 22 يونيو 2016م، عن اثنتين وثمانين سنة.